# Herb Chełma
Herb Chełma – jeden z symboli miejskich Chełma i ziemi chełmskiej. 

## Symbolika
Herb przedstawia na zielonej tarczy herbowej białego (od kredy) niedźwiedzia, kroczącego w prawo pośród trzech dębów rosnących obok siebie na wzgórzu, przy czym jeden, środkowy dąb, znajduje się na bliższym planie niż zwierzę. Nad tarczą herbową widnieje złota korona stanisławowska, zwieńczona krzyżem.

## Legenda o powstaniu herbu
W czasie najazdu mongolskiego najeźdźcy plądrowali miasto. Poszukując chowających się ludzi, weszli do jednej z jaskiń, skąd jednak po chwili wybiegli w popłochu, uciekając przed białym od kredy niedźwiedziem, ponieważ, w ich wierzeniach, biały niedźwiedź był istotą czczoną jak bóstwo. Mieszkańcy Chełma w dowód wdzięczności dla białego niedźwiedzia umieścili go w swym herbie.
Miasto jest położone na glebach obfitych w kredę (zawartość kredy dochodzi do 99%).

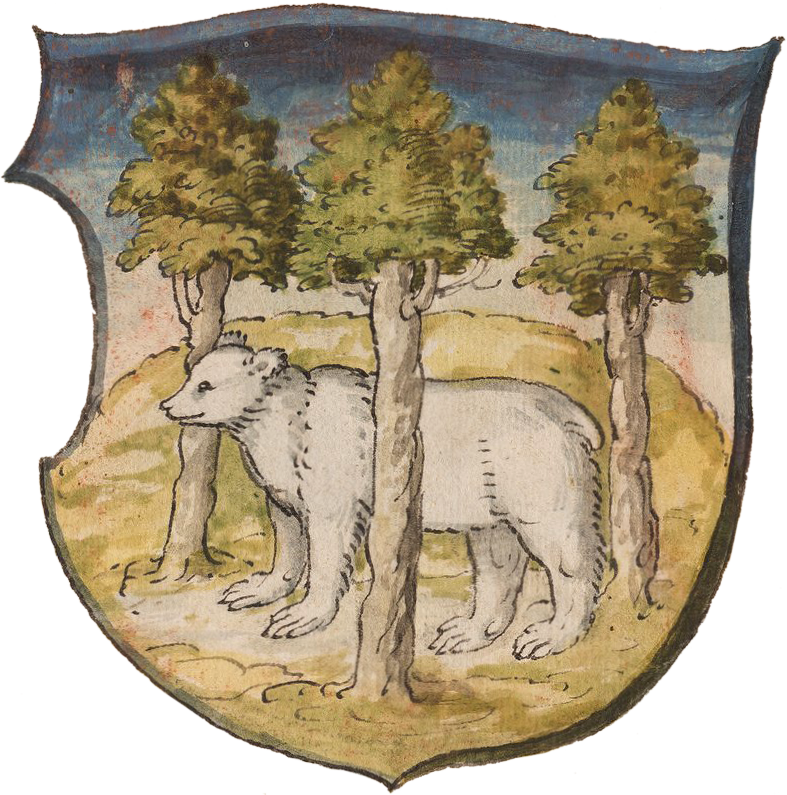
Herb ziemi chełmskiej (1601–1700)
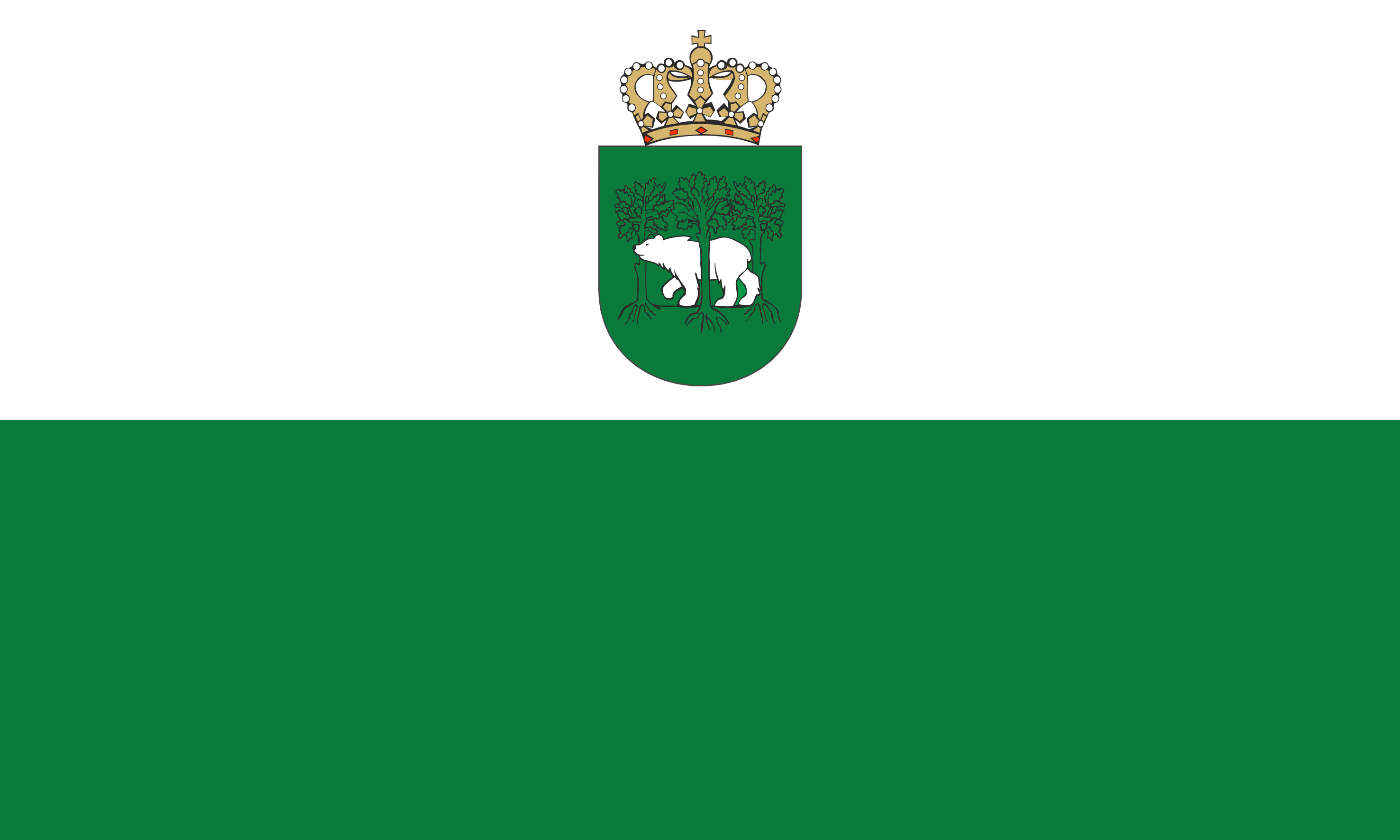
Flaga z Herbem Chełma